# Tijamis
Tijamis ili Kalama, Thiamis, Thuamis (grčki: Θύαμις, Καλαμάς) takođe je poznata i kao Glicis ili Kalamas) je rijeka u grčkoj periferiji Epir. Tijamis se uliva u Jonsko more kod Igumenice.
Ime za ovaj kraj Čamerija (grč. Τσαμουριά) kao i za bivšu (danas im je osporen status) albansku nacionalnu manjinu Čami potječe od imena rijeke Thiamis.
Tijamis je za vrijeme stare Grčke bio granica između istorije kraljevstva Tesprotije i Kestrine (današnji Filiates).
Za vrijeme renesanse neki tadašnji naučnici mislili su da engleska rijeka Temza (engl. Thames), duguje svoje ime od rijeke Thiamis, naime oni su vjerovali da su pojedina stara keltska plemena migrirala iz Epira u Englesku, te su tako donijela sa sobom i toponime iz starog kraja. Međutim danas se to se više ne smatra vjerodostojnim.

## Geografske karakteristike
Površina basena rijeke ima površinu od 1.800 km², Tijamis ima mnoge pritoke i izvore, a gotovo svi (99%) su u Grčkoj.
Rijeka izvire na planine na obroncima planine Duskas uz albansku granicu. Rijeka načelno tječe od sjevera prema jugu, u gornjem toku uz njeno korito gradi se auto-put Jonija Odos (GR-5). Zatim rijeka teče kroz šumovito područje uz trasu starog auto-puta GR-6, koja povezuje Igumenicu, Janjinu i Larisu u Tesaliji. Potom rijeka ulazi u područje između dviju planina Kasidijaris i Micikeli i tu teče uskim klancima, i jako meandrira, zatim ulazi u nizinu i tu tječe u Jonsko more formirajući deltu, između gradova Igumenica i Sagiada (pored albanske granice).
- Za vrijeme Drugog svjetskog rata, rijeka Tijamis bila je grčka linija obrane od italijanske invazije 1940. godine.

## Spoljašnje veze
- Grčki portal za turiste - Rijeka Tijamis